# Паразит (манга)
«Паразит» (яп. 寄生獣 Кисэйдзю:, англ. Parasyte) — манга, написанная и проиллюстрированная Хитоси Ивааки. Согласно опросу, проведённому в 2007 году министерством культуры Японии, занимает 12-е место среди наилучших манг всех времён.
Выходила с 1990 по 1995 год в 10 томах, в 2003 году переиздана в 8 томах. Выходы двух игровых фильмов по мотивам манги состоялись в 2014 (первый фильм) и в 2015 (второй фильм) годах. Аниме-адаптация стартовала в октябре 2014 года и завершилась в марте 2015-го. Всего вышло 24 эпизода.

## Сюжет
Однажды ночью некоторое количество людей и животных по всему миру подвергается заражению паразитами — созданиями неизвестного происхождения. Проникая в тело, эти крохотные существа стремятся захватить мозг, присваивая тело и жизнь носителя.
Главный герой, обыкновенный японский школьник не знавший жизненных забот, теперь один из тех немногих, кому после заражения посчастливилось избежать захвата мозга, обречённых до конца жизни мириться с ультиматумом сосуществования, постоянно подвергая смертельной опасности не только себя, но и всех, кто ему дорог…

## Персонажи
Синъити Идзуми (яп. 泉 新一 Идзуми Синъити) — главный герой манги. Обыкновенный японский школьник, не знавший забот в жизни, пока его рука не была заражена паразитом. Вдумчивый и сострадательный, он внезапно проявляет немного большие физические данные (из-за соседства с Миги или самим Миги, не знающим «человеческого мира» и скрывающим своё присутствие) чем от него ожидаются, что, как правило, раздражает окружающих и приводит к неловким ситуациям. После того, как в его теле оказывается растворено 30 % массы Миги, он становится сверхчеловеком, но вместе с тем более эгоистичным и холодным. На протяжении всей манги он вынужден мирно сосуществовать с Миги, совмещая своё желание спасать людей от паразитов с желанием не стать убитым или подопытным. Кроме того, все «успешные» паразиты считают его с Миги прямой угрозой для себя и постоянно пытаются его убить.
Миги (яп. ミギー Миги:, букв. «Правый») — паразит, заразивший правую руку Синъити, но не сумевший захватить его мозг, так как юноша успел вовремя пережать зараженную конечность наушниками. В отличие от «успешных» паразитов, ему не требуется убивать людей для пропитания — являясь частью тела Синъити, он кормится посредством обмена веществ его организма. Но, как и все паразиты, Миги полностью лишен эмоций. Его главный принцип — выживание любыми способами (в основном неприемлемыми для Синъити): избегание драк с «успешными» паразитами и использование толпы в качестве «живого щита», а также убийства людей, раскрывших его. В частности, он защищает Синъити лишь из риска отторжения при смене хозяина. Однако Миги активно познает «мир людей» — много читает, общается с Синъити и делает за него домашние задания. К концу манги Миги становится более человечным.
Сатоми Мурано (яп. 村野 里美 Мурано Сатоми) — лучшая подруга Синъити. На протяжении всей манги, между ними развиваются романтические отношения, поддерживаемые взаимной симпатией, но сдерживаемые метаморфозами в психике Синъити, вызванными симбиозом с Миги и испытаниями в жизни, а также его собственными опасениями по поводу чудовищности своей природы. Вплоть до последнего тома, Сатоми понятия не имеет о паразите, живущем в Синъити, пока тот не просыпается в ответ на эмоциональный страх Синъити потерять её, чтобы спасти ей жизнь.
Рэйко Тамура (яп. 田村 玲子 Тамура Рэйко) — новый учитель математики Синъити. Рэйко, как и Синъити, заражена паразитом, но ее паразит расположился в голове, поэтому тело подчинено именно ему. Благодаря высокому интеллекту Рейко быстро интегрировалась в общество. На протяжении манги персонаж проходит путь от существа без эмоций до человека, способного проявлять материнскую заботу. Является одним из первых разумных паразитов, встретившихся с Синъити.

## Отзывы
«Паразит» получил 17-ю премию манги Коданся в 1993 году. Он также получил 27-ю премию Сэйун за лучшую мангу года в 1996 году. В опросе телеканала Asahi «Manga SōSenkyo 2021», в ходе которого 150 000 человек проголосовали за 100 лучших серий манги, «Паразит» занял 60-е место. Сериал был высоко оценен и рекомендован профессором университета Васэда, литературным критиком Норихиро Като и философом Сюнсукэ Цуруми.
По состоянию на ноябрь 2013 года тираж манги превысил 11 миллионов экземпляров. По состоянию на декабрь 2020 года тираж манги превысил 24 миллиона экземпляров. По состоянию на август 2022 года тираж манги превысил 25 миллионов экземпляров.
Конни Чжан из Mania.com оценил первый том «Паразита» на «A−». Чжан написал, что основное внимание в сериале уделяется динамичным отношениям между Синъити и Миги и их дискуссиям о человеческой природе. Чжан заявил: «Именно это непринужденное философское потворство делает „Паразит“ церебральной мангой. По мере того, как паразиты постепенно приспосабливаются к человеческой жизни и становятся умнее в маскировке своей истинной личности, Синъити оказывается во все большей и большей опасности». Он заявил: «„Паразит“ — это не просто подросток, спасающий мир. Это о подростке на пороге взрослой жизни и его циничной, мятежной правой руке… спасающей мир. Настоятельно рекомендуется». Аниме-адаптация Madhouse была хорошо принята как критиками, так и фанатами, получив похвалу за анимацию, характеристику, темп и саундтрек аниме.

### Запрет в Китае
12 июня 2015 года Министерство культуры Китая внесло «Паразит» в список из 38 аниме и манги, запрещённых в Китае. Тем не менее, фильм по манге удалось выпустить в общенациональных кинотеатрах по всему Китаю.